# El Rubí Tulija
El Rubí Tulija är en ort i Mexiko.   Den ligger i kommunen Salto de Agua och delstaten Chiapas, i den sydöstra delen av landet, 800 km öster om huvudstaden Mexico City. El Rubí Tulija ligger 74 meter över havet och antalet invånare är 214.
Terrängen runt El Rubí Tulija är kuperad åt sydost, men åt nordväst är den platt. Runt El Rubí Tulija är det ganska glesbefolkat, med 45 invånare per kvadratkilometer. Närmaste större samhälle är Vicente Guerrero, 3,5 km norr om El Rubí Tulija. I omgivningarna runt El Rubí Tulija växer i huvudsak städsegrön lövskog.